# 1994 en sport automobile
Chronologie du Sport automobile
1993 en sport automobile - 1994 en sport automobile - 1995 en sport automobile

## Les faits marquants de l'année1994enSport automobile
- Michael Schumacher remporte le Championnat du monde de Formule 1 au volant d'une Benetton-Ford
- Le pilote Français Didier Auriol remporte le Championnat du monde des Rallyes.

## Par mois

### Janvier
- 27 janvier : le Français François Delecour remporte le Rallye Monte-Carlo.

### Mars
- 27 mars (Formule 1) : Grand Prix automobile du Brésil.

### Avril
- 3 avril, (WRC) : Rallye Safari au Kenya. Victoire du pilote kényan Ian Duncan sur une Toyota Celica Turbo 4WD.
- 17 avril (Formule 1) : Grand Prix automobile du Pacifique.

### Mai
- 1er mai (Formule 1) : Grand Prix automobile de Saint-Marin. Ayrton Senna au volant d'une Williams F1 se tue sur le circuit d'Imola.
- 15 mai (Formule 1) : Grand Prix automobile de Monaco.
- 29 mai (Formule 1) : Grand Prix automobile d'Espagne.

### Juin
- 12 juin (Formule 1) : Grand Prix automobile du Canada.
- 18 juin : départ de la soixante-deuxième édition des 24 Heures du Mans.
- 19 juin (24 Heures du Mans) : Yannick Dalmas, Hurley Haywood et Mauro Baldi s'imposent sur une Porsche 962LM.

### Juillet
- 3 juillet (Formule 1) : Grand Prix automobile de France.
- 10 juillet (Formule 1) : victoire du britannique Damon Hill au volant d'une Williams-Renault au Grand Prix automobile de Grande-Bretagne sur le circuit de Silverstone.
- 31 juillet (Formule 1) : Grand Prix automobile d'Allemagne.

### Août
- 14 août (Formule 1) : Grand Prix automobile de Hongrie.
- 27 août : Rubens Barrichello (Jordan-Hart), en réalisant un temps de 2 min 21 s 163/1000, sur l'ensemble des deux séances de qualification du Grand Prix de Belgique sur le circuit de Spa-Francorchamps, obtient la première pole position de sa carrière et devient, à 22 ans, le plus jeune pilote à l'obtenir.
- 28 août (Formule 1) : Grand Prix automobile de Belgique.

### Septembre
- 11 septembre (Formule 1) : Grand Prix automobile d'Italie.
- 25 septembre (Formule 1) : Grand Prix automobile du Portugal.

### Novembre
- 6 novembre (Formule 1) : Grand Prix automobile du Japon.
- 13 novembre (Formule 1) : Grand Prix automobile d'Australie.

## Naissances
- 26 février : Jordan King,  pilote automobile britannique.
- 26 avril : Daniil Kvyat, pilote automobile russe, vice-champion en Eurocup Formula Renault 2.0 2012 et champion de GP3 Series 2013.
- 24 juin : Mitchell Evans, pilote automobile néo-zélandais.
- 24 juillet : Gustavo Saba, pilote de rallyes paraguayen.
- 6 septembre : Lucas Wolf, pilote automobile allemand.
- 11 septembre : Lucas Auer, pilote automobile autrichien.
- 19 septembre : Gustavo Menezes, pilote automobile américain.
- 3 décembre : 
  - Jules Gounon, pilote automobile français.
  - Matthieu Vaxiviere, pilote automobile français.

## Décès
- 5 janvier : Eliška Junková, pilote automobile tchèque connue également sous le nom d'Elizabeth Junek. (° 16 novembre 1900).
- 18 mars : Hans Blees, pilote de Formule 1 allemand. (° 15 février 1920).
- 1er mai : décès des pilotes de Formule 1 Ayrton Senna et Roland Ratzenberger lors du Grand Prix de Saint-Marin.
- 13 mai :  Duncan Hamilton, coureur automobile anglais, (° 30 avril 1920).
- 2 juillet : Gianbattista Guidotti, pilote de Formule 1 s'étant engagé à 2 Grands Prix en 1950 et 1951. (° 30 janvier 1902).
- 17 août : Luigi Chinetti, pilote automobile et entrepreneur italien, (° 17 juillet 1901).